# Восстание Сапожкова
Восстание Сапожкова — антибольшевистское восстание в 1920 году в Самарской губернии. Названо по фамилии его руководителя, анархиста, командира 9-й кавалерийской дивизии Красной Армии А. В. Сапожкова.

## Александр Сапожков
Александр Сапожков происходил из крестьян Новоузенского уезда Самарской губернии. Участвовал в Первой мировой войне, в 1917 году в чине подпоручика вернулся в Новоузенск. Александр Сапожков стал первым председателем Новоузенского уездного совета, был фактически «главным руководителем октябрьского переворота в уезде» как позднее было записано в документах следствия.
В мае 1918 года Сапожков был избран членом самарского губревкома. Был левым эсером, но после восстания Чехословацкого легиона стал называть себя коммунистом, однако не вступая в партию. Создавал в Новоузенском уезде красногвардейские отряды из революционно настроенных крестьян и бывших фронтовиков.
Красногвардейские бригады Сапожкова и Чапаева, собиравшего отряды в соседнем Николаевском уезде, вошли в созданную июне 1918 г. 4-ю Армию Восточного фронта. Отряды принимали участие в боях в районе Уральска против казаков и Народной армии Комуча.
В ходе боёв Сапожков зарекомендовал себя как талантливый командир. Служил в 22-й дивизии. После того, как в части разразился мятеж, в ходе которого были убиты члены Реввоенсовета 4-й Армии Линдов, Майоров, Мяги, предыдущий начдив А. А. Дементьев был снят с поста, и дивизию возглавил Александр Сапожков.
В апреле 1919 года дивизия была окружена в Уральске белоказаками под командованием генерала Толстова. 20 апреля город был объявлен на осадном положении. Связь со штабом 4-й Армии осуществлялась только по радио и самолётами. Осада длилась 80 дней, после чего была снята 25-й стрелковой дивизией и Особой коммунистической бригадой (командир — И. М. Плясунков) под общим командованием В. И. Чапаева. Героическая оборона прославила дивизию: три её полка были награждены Почётными революционными Красными Знаменами, ещё один полк и свыше 100 человек — орденами Красного Знамени.
Вскоре 22-я дивизия была переброшена на Южный фронт, сражалась в Донской области, но Сапожков «за неумелое командование и за разлагающую политику… был убран с фронта и послан в тыл для формирование частей из собранных дезертиров»
Вернувшись с фронта Сапожков попытался прекратить в Новоузенском уезде продразвёрстку и восстановить свободную торговлю, что, конечно же, окончилось неудачей. Однако именно ему было поручено формирование в Бузулукском уезде Самарской губернии 9-й кавалерийской дивизии для дальнейшей отправки на Юго-Западный фронт.

## Формирование дивизии
9-я кавалерийская дивизия формировалась в составе двух полков. Один полк был сформирован в основном из бывших бойцов 25-й Чапаевской дивизии с основным ядром из местных крестьян. Второй — из уральских казаков, перешедших на сторону красных. На командные должности Сапожков назначал своих старых боевых товарищей, многие из которых также были местными уроженцами и левыми эсерами. Даже особый отдел дивизии возглавлял преданный Сапожкову Василий Масляков.
Дивизия отличалась слабой дисциплиной: командованию округа поступали донесения о насилии, творимом бойцами дивизии над крестьянами, об агитации против продовольственной политики Советской власти и даже об оскорблении портрета В. И. Ленина. В конце июня Сапожков был вызван в штаб Заволжского военного округа, где ему было сделано строгое предупреждение о недопустимости антисоветской агитации в дивизии, которое не возымело действия.
Всё это послужило причиной для отстранения Сапожкова от командования дивизией. 4 июля командующим войсками ЗВО К. А. Авксентьевским был издан приказ об отстранении Сапожкова с поста начальника 9-й дивизии в связи со служебным несоответствием. На его место назначался бывший офицер царской армии Г. О. Стосуй.
Однако штаб округа совершил ряд непонятных ошибок. Несмотря на то, что 4-6 июля Сапожков находился в Самаре, ему не было сообщено о подписанном приказе, и он спокойно вернулся в дивизию. Известие об отстранении дошло до Александра Сапожкова только 8 июля и произвело на него, по утверждениям свидетелей, «потрясающее впечатление». По показаниям В. Маслякова:

«вид у него (Сапожкова) был похоронный; прислонясь к забору, он нервно говорил о том, что он все свои способности, силы и здоровье отдал на укрепление Советской власти. При этом вынул из кармана копию радиотелеграммы от т. Ленина, полученной им в Уральске во время осады, в которой Ленин телеграфировал ему, Сапожкову, что Республика его (Сапожкова) за удержание Уральска не забудет. А теперь, говорил далее Сапожков — меня смещают… Сапожков уже плакал»

## Причины восстания
Традиционно считается, что восстание имело под собой только личные причины его руководителя. Александр Сапожков был обижен отстранением от командования дивизией, ненавидел военных специалистов из царской армии, одним из которых его заменили. Амбиции, авантюризм и левоэсеровское прошлое подтолкнули его на путь мятежа. А рядовые красноармейцы участвовали в мятеже несознательно из-за непонимания ситуации.
Однако документы дают и другую трактовку событий. 27 июля ответственный работник Петухов из Самары сообщал в ЦК партии следующее: 

«Сапожков поднял бунт после отстранения его от командования за пьянство, он был прав, возмущаясь этим поступком Заволжского округа, ибо таковое во главе с Авксентьевским, Андерсом и другими само часто является даже на службу в штаб в невменяемом состоянии от опьянения… По некоторым версиям, я слышал, если послать категорический приказ о сдаче Сапожкова за подписью товарищей Ленина и Троцкого и в этом же приказе отозвать Авксентьевского и человек пять генштабистов из штаба округа: Андерса, Балтийского, Токаревского, Кирпичникова и Волкова, то Сапожков сдастся»
В материалах следственного дела, расследовавшего деятельность командования округа в конце 1920 года приводятся факты: красноармейцы округа, в том числе и восставшей 9-й дивизии, находились в ужасающем положении. Не было продуктов, обмундирования, снаряжения. Развивалось дезертирство, росло число преступлений, не велась культурно-просветительская работа. Росло число больных тифом и цингой, заражённых паразитами. В частях процветали пьянство, картёжная игра и мордобой. В то же время командование округа жило совсем иначе: «Все вместе представляет чудовищный конгломерат из грязи, крови, авантюр, винных паров, безобразий, преступлений, самоуправства, спекуляции, обмана… Все спешат, все веселятся, устраивают бесшабашные оргии, дым идёт коромыслом, и все это на глазах разутых и раздетых красноармейцев, на глазах голодных рабочих и крестьян, на глазах всего населения».
В заключении следственной комиссии подчеркивалось, что восстание назревало, с одной стороны, при условиях общего недостатка, холода и нищеты в рядах красноармейцев и, с другой стороны, при обжорстве, пьянстве и разврате и полной оторванности от масс высшего командования и политруководства округа и отсутствии политической работы в частях.

## Начало восстания
9 июля Сапожков на встрече с близкими ему командирами сообщил о своей отставке и предложил «выразить протест вооруженной силой». Тогда же он предложил идейную платформу для будущего восстания:
1. долой комиссаров и старых спецов;
2. освободить из тюрем политзаключённых и других мелких преступников за исключением контрреволюционеров и совершивших преступления с корыстной целью;
3. реорганизовать советы, в выборах которых имеют право участвовать только имевшие к 1914 г. капитал не более десяти тысяч рублей

13 июля собрание комсостава дивизии подтвердило решение о вооружённом выступлении. Опасные для начинания люди были немедленно арестованы.
14 июля на дивизионном митинге в селе Погромное в 25 верстах от Бузулука Сапожков зачитал приказ № 1 о переименовании 9-й кавдивизии в 1-ю Красную армию «Правды». В приказе также содержался призыв выступить против буржуазии и «других элементов, которые недавно под мощным ударом Красной Армии сложили оружие и в настоящее время занимают видные ответственные посты, как то: в совнархозах, райпродкомах, штабах». Сапожков заявил, что в РКП(б) произошёл раскол, а в стране введено «неправильное государственное правление». Была объявлена и цель восстания «объединить все беднейшее рабоче-крестьянское население в одной идее, сломив слишком обуржуазившихся некоторых ответственных членов коммунистической партии под лозунгом: „Вся власть Советов действительна по программе партии большевиков на основе Конституции!“.»
Также в приказе разрешалась свободная торговля всеми продуктами, при этом указывалось, что спекулянтов будет ждать суровое наказание.
Армия была разделена на 1-ю кавалерийскую дивизию, 1-ю стрелковую дивизии, состоящую из двух пехотных полков, а также конную батарею из 4 орудий. Политическим руководителем армии назначался Ф. И. Долматов, начальником кавалерийской дивизии — Т. Ф. Зубарев, начальником штаба — Е. Хорошилов, его помощником по административной части — С. Хорошилов, командиром 1-й стрелковой бригады 1-й стрелковой дивизии — тов. Воробьев. Политотдел и особый отдел упразднялись. Бойцам армии предписывалось соблюдать самую строжайшую дисциплину, «поскольку дисциплина — это основа Красной Армии и её боеспособности, а всякое разгильдяйство, неподчинение и неисполнение приказов, соответственно, будет строго караться».
Для привлечения новых бойцов и формирования 2-й стрелковой дивизии Сапожков отправил одного из своих соратников И. Плясункова в Пугачёвский уезд. Планировалось поднять население уезда на борьбу, захватить Пугачёв и Балаково. В помощь Плясункову было выделено 30 красноармейцев, ранее служивших в 25-й Чапаевской дивизии, некогда сформированной из добровольцев Пугачёвского (до 1920 года — Николаевского) уезда. Очевидно планировалось использовать связи чапаевцев с местными жителями и авторитет имени Чапаева для вербовки сторонников. Однако затея провалилась. Уже 18 июля К. А. Авксентьевский доложил, что Плясунков был взят в плен.

## Программа восставших
Программа  восстания, описанная в приказе № 1, на митингах и ряде других документов, была тесно связана с борьбой крестьянства против политики военного коммунизма.
Основными требованиями были перевыборы советов, отмена продотрядов, возврат к свободной торговле.
Указывалось, что «нынешняя партия коммунистов забрала всю власть в стране и всецело стала проводить диктатуру, то есть полную власть одной только партии коммунистов, но не диктатуру всего пролетариата, как это должно быть».
Общей целью восстания объявлялось: «Мы хотим заставить правительство прислушаться к нашему голосу и вашему стону, увидеть те тюрьмы и места заключения, битком набитые нами и изменить политику в образе правления страной. Если это правительство действительно народная власть, то она и поймёт нас, и услышит, и облегчит нашу жизнь, если же она не послушает нас, то это правительство не желает добра народу».
Именно во время восстания Сапожкова возник лозунг 
СОВЕТЫ БЕЗ КОММУНИСТОВ!!!

## Боевые действия
Первой целью тогда ещё восставших стал Бузулук. Силы Сапожкова в начале восстания составляли 500 штыков, 500 сабель, 2 орудия и три пулемёта. Им противостоял гарнизон численностью 700—800 штыков.
После того как о восстании стало известно, несколько раз предпринимались попытки связаться с Сапожковым по телефону, но безрезультатно. В городе немедленно организовывался военно-революционный комитет, ненадёжные воинские части были разоружены, зато вооружены местные коммунисты и комсомольцы. Около 12 часов дня на личные переговоры с Сапожковым в Ново-Александровку выехал уездный военком Степан Сучков. Сапожков первоначально предъявил требования: выдать советских партийных работников, разрешить вольную торговлю, разогнать райпродком. Однако вскоре все требования были заменены на одно: сдать город или он будет взят штурмом.
В 15 часов началось наступление сапожковцев на Бузулук. Город сопротивлялся 1 час, после чего защитники отступили. Захватив город, часть сил Сапожков отправил на станцию Колтубанка, после захвата которой был разобран железнодорожный мост через реку.
По словам очевидца, на красном знамени въехавших в Бузулук восставших было написано наверху мелкими буквами «Рос. Сов. Социал. Респ.» и в середине крупными буквами: «Долой яйца и масло, да здравствует соль!». В разговорах некоторые повстанцы утверждали, что они стоят за советскую власть. Обещалось разрешение вольной торговли, разгон райпродкомов и коммунистов, перевыборы советов. В качестве причины же выступления назывались недовольство продовольственной политикой «засевших за власть коммунистов» и последняя развёрстка губпродкома на масло и яйца.
Часть гарнизона немедленно присоединилась к восставшим. В городе повстанцы разжились военным имуществом, продуктами, а также транспортом: уводился гужевой транспорт и лошади.
Вечером в городе был вывешен приказ, по которому город объявлялся на осадном положении, всем под страхом расстрела предписывалось сдать оружие, а также объявлена мобилизация крестьян окрестных деревень. Мобилизация оказалась успешной, крестьяне охотно вступали в ряды Красной Армии «Правды». Был избран новый исполком, причём с коммунистом во главе. Комендантом города был назначен Василий Серов.
Советские и партийные работники, отказавшиеся перейти на стороны повстанцев, были арестованы. Однако никаких расстрелов, избиений и прочего не производилось. Сохранились подробные записи разговоров Сапожкова с арестованными, в которых он высказывал свою позицию.
Он упомянул расстрел Б. М. Думенко по подложному обвинению, сказал, что «если бы Чапаев не был убит, его бы, конечно, расстреляли, как, несомненно, расстреляют и Будённого, когда будут в состоянии без него обойтись». По его мнению, в Красной Армии наблюдалось засилие военспецов, которые стали в ней полными хозяевами, в отличие от проверенных бойцов: «Остается ожидать только, что пригласят великого князя Николая Николаевича». По его мнению, советские работники оторвались от масс, обуржуазились, сформировав особую привилегированную касту. Высказывалась критика и к внешней политике: по мнению Сапожкова она принимала захватнический характер, и что следует принять мирные условия Польши. Критиковалась Красная Армия: институт военных комиссаров вносит двоевластие, а командовать частями должны не спецы, а испытанные боевые революционеры.
Резкой критике была подвергнута продовольственная политика, которая, по его мнению, осуществляется просто безобразно, сопровождаясь угнетением крестьян и насилием, и требует полной реорганизации. А местные коммунисты, по его словам, творят преступления и ложно информируют центр о своей работе и политике на местах.
Коснулся он и еврейского вопроса, выразив удивление фактом, что «евреи кишмя кишат в тылу, в то время как на фронте их чрезвычайно мало».
В целом все разговоры велись Сапожковым в очень корректном тоне, возможно он хотел привлечь арестованных на свою сторону. Также он выразил твёрдую уверенность, что через 3 дня он возьмёт Самару, а через 2 недели на его стороне будет всё Поволжье.
15 июля Реввоенсовет Армии «Правды» принял «Декларацию прав человека и гражданина Р. С. Ф. С. Р.», которая среди прочих предусматривала следующие шаги:
- провести перевыборы советов с тщательной фильтрацией всех советов и исполкомов «от присосавшегося буржуазного элемента»;
- все органы РКП(б) оставить на месте, но произвести тщательную перерегистрацию членов партии в соответствии с указаниями ЦК;
- всю промышленность и торговлю передать государству «с ревизиями созданной Рабоче-Крестьянской инспекции», каждый гражданин может «пользоваться кустарным производством и торговлей, не превышающими сумму 100 000 рублей»

Тогда же состоялись три митинга, на которых населению разъяснялась позиция восставших, о том, что их действия направлены против центральной власти, которая теперь, как и раньше, населению ничего не даёт, а «только всё берёт и разоряет, ведя теперь уже войну на чужих территориях». Отвечая на вопросы, выступающие заявили, что коммуны они считают буржуазными организациями и их, соответственно, не поддерживают, а совхозам придают большое значение и признают необходимым способствовать их развитию.

## Действия большевиков
Несмотря на то, что Сапожков заранее (8-13 июля) разговаривал с Авксентьевским и предупреждал того, что его отстранение вызовет недовольство или даже восстание это не было принято во внимание. Авксентьевский 12 или 13 июля говорил подчинённым, что если восстание произойдёт, то Сапожков со всеми своими частями будет немедленно раздавлен, однако никаких мер предпринято не было. Впрочем, в советской историографии этот факт обычно не упоминался, а восстание преподносилось как совершенно неожиданное для командования округом, хотя возможность мятежа была понятна ещё во время пребывания Сапожкова в Самаре, когда для его предотвращения требовалось лишь не допустить возвращения 6 июля Сапожкова в часть.
После открытого восстания вечером 14 июля Самарский губисполком направил для борьбы с повстанцами отряд под командованием тов. Шпильмана, который 15 числа уже вел бои северо-западнее Бузулука. Ему на поддержку были также направлены эскадрон запасного кавалерийского дивизиона и рота добровольцев из Самары. В то же время Оренбургский губком РКП(б) выслал отряд численностью свыше 1000 бойцов под командованием тов. Келлера.
Противостоять таким силам сапожковцы смогли лишь два дня. 16 июля Бузулук был взят красными. 18 июля их отряды были объединены в Бузулукскую группу войск под командованием В. П. Распопова, общее командование по подавлению мятежа возлагалось на К. А. Авксентьевского.
Всего для подавления восстания было привлечено 12 362 штыков, 1 659 сабель, 89 пулемётов, 46 орудий. Первоначальные силы повстанцев после отступления из Бузулука существенно выросли: в Армию «Правды» вступило около 1300 человек. Многие из новобранцев были дезертирами из Красной Армии, присоединялись и уральские казаки.
Сапожков отступил из города на юго-восток. В связи с этим начальник оперативного отдела Заволжского военного округа Фёдоров докладывал: «Чем дальше он двигается на юг, тем более сочувствия среди населения встречает Сапожков, и тем удачнее его мобилизации. Сапожкову здесь радуются, нас боятся и ненавидят. Чем дальше Сапожков будет двигаться, тем труднее будет с ним борьба».
В советской историографии преобладала идея, что повстанцы не пользовались поддержкой со стороны населения. Об этом же говорилось и в официальных сообщениях и докладах в вышестоящие органы. Однако военные донесения свидетельствуют об обратном: «не имея шифра, ответа дать не могу, так как население почти поголовно сочувствует Сапожкову», «местные жители в громадном большинстве на стороне сапожковцев, сбивая с пути наши разъезды», «местные жители ему обо всем сообщали» и т. д.
Командование военного округа действовало весьма нерасторопно. 22 июля Авксентьевский объяснил медлительность в подавлении восстания тем, что повстанцы конные, а посланные для их ликвидации отряды — пешие. Также действиям Красной Армии мешали, по его словам, степная местность, отсутствие связи и хороших дорог.
Такая медлительность не устраивала центральную власть. 28 июля на имя Авксентьевского поступила телеграмма от Л. Троцкого:

«Мятеж Сапожкова должен быть ликвидирован как можно скорее. Виновники сверху донизу должны быть беспощадно покараны. В подведомственном вам районе возможны широкие кулацкие восстания. Предупредить их можно только дав незабываемый урок всем элементам, которые прямо или косвенно поддерживают мятеж Сапожкова. Кара должна быть распространена не только на командный состав, но и на солдат. Если считаете полезным, выезжайте сами в район ликвидации мятежа. Полезно распространение воззваний самолетами в районе восстания. В этих воззваниях вы могли бы сказать, что вами получен приказ расстреливать всякого повстанца, захваченного с оружием в руках. Смягчение участи ожидает только добровольно сдавшихся с оружием. Сообщите состав трибунала и инструкции, данные трибуналу»
Но телеграмма не возымела эффекта. 29 июля Саратовский губком РКП(б) докладывал в ЦК, что командования фактически нет, из командиров никто не знает общего положения дел, учёт воинских отрядов не ведётся, командующий округом Авксентьевский пьянствует, поверяя ведение операций неблагонадёжным членам реввоенсовета — спецам, авторитет советских работников в частях, ведущих операции против восставших, сведён на нет. 1 августа в штаб округа пришла ещё одна телеграмма от Троцкого с обвинениями в непозволительном затягивании ликвидации мятежа.
2 августа в адрес руководства штаба по ликвидации восстания пришла телеграмма уже за подписью Ленина, в которой для недопущения бегства Сапожкова предлагались следующие меры:

"1) обязать все ревкомы и исполкомы оставаться на местах до последней возможности, энергично ведя агитацию против изменника и всячески препятствуя его агитации среди населения… 5) пресекать в корне всякое проявление сочувствия и тем более содействия местного населения Сапожкову, используя всю полноту революционной власти; в тех случаях, где содействие имело место, потребовать выдачу виновных главарей; от селений, лежащих на пути следования Сапожкова, брать заложников, дабы предупредить возможность содействия
Такое давление из центра, наконец, сказалось на действия на месте. Была разработана операция, по которой предполагалось наступление с окружением деревни Таловой (Пугачевский уезд), которая находилась в руках сапожковцев с 26 июля. Однако Сапожков, разбив свою армию на два отряда ускользнул из окружения. 8-й полк Армии «Правды» под командованием Усова и Серова ушёл в сторону Уральска, а Сапожков с 7-м полком ушёл в направлении Новоузенска.
Уральск был объявлен на осадном положении, в городе прошла мобилизация. Взять город сапожковцам не удалось. А в бою 9 августа в районе Кон-Так-Кулук отряд Усова был разбит группой Келлера. Сам Усов с небольшой группой своих людей скрылся и через несколько дней присоединился к Сапожкову. У Сапожкова также боевые действия шли неудачно. 6 августа он попытался атаковать Новоузенк, но усиленный гарнизон устоял, хотя, по докладам чекистов, часть местного населения ждала повстанцев. Повторная атака 11 августа также не принесла результатов.
В то же время предпринимались и другие меры, предложенные Лениным и Троцким: в Пугачёвском уезде велась информационная агитация о «гнусностях Сапожкова», листовки с соответствующим содержанием разбрасывались с самолета. Особому отделу было отдано распоряжение арестовать в качестве заложников семьи и родственников лидеров восставших. 8 августа была взята в плен восемнадцатилетняя Дарья Степановна Сапожкова, жена бывшего командира дивизии, с момента восстания следовавшая за мужем. 2 сентября ревтрибуналом она была приговорена к расстрелу по обвинению в государственной измене. Однако 3 сентября исполнение приговора было отложено, поскольку «сохранение жизни осужденной Сапожковой как лица, имеющего значение для Сапожкова, является желательным именно в данный момент напряженного преследования главного мятежника, в целях его обуздания, дабы создать положение компенсации на случай, если бы кто из преследующих его доблестных героев Красной Армии, случайно оказался плененным мятежниками».
22 сентября, уже после гибели Сапожкова, В. П. Распопов, командующий войсками по подавлению мятежа, в письме во ВЦИК предлагал пощадить жизнь Дарьи Сапожковой, которая, по его словам, была машинисткой комдива, а затем «случайно оказалась на положении жены главного бунтовщика». Дальнейшая её судьба неизвестна.

## Конец восстания
Весь август продолжались бои между силами Армии «Правды» и преследующими их частями Красной Армии. Силы сапожковцев таяли, и они были вынуждены отступать в заволжские степи, в район озера Бак-Баул (Астраханская губерния).
6 сентября состоялся решающий бой. Отряд красноармейцев Тимашева в количестве 70 человек настиг сапожковцев в районе аула Койм. В ходе последней атаки Сапожков лично руководил ей, находясь впереди своего отряда. Курсант борисоглебских кавалерийских курсов Шевцов с тремя другими всадниками бросились тому наперерез. Сапожков, однако, заметил манёвр и сам бросился на преследующих, но был окружён. Выстрелом была убита лошадь под ним, которая падая придавила всадника. На помощь Сапожкову бросились командир батареи Землянский и его помощник Будыкин. Шевцов, видя, что живым взять Сапожкова не удастся, убил его, выстрелив в упор.
Остатки мятежников, разделившись на несколько групп по 10-15 человек, рассеялись в южном и юго-западным направлениях.

## Следствие
С 7 по 14 августа 1920 г. в Самаре проходили открытые судебные заседания ревтрибунала Заволжского военного округа по делу о вооружённом контрреволюционном мятеже 9-й кавалерийской дивизии под руководством бывшего начдива Сапожкова. Из 150 человек, представших перед судом, 52 были приговорены к расстрелу, в том числе бывший начальник особого отдела дивизии Василий Масляков (29 лет), начальник активной части особого отдела дивизии Георгий Дворецкий (20 лет), председатель полевой комиссии по борьбе с дезертирством Андрей Осипов (25 лет), комбриг Фёдор Зубарев (37 лет).
На местах работали выездные сессии ревтрибунала, разобравшие дела более 2 тысяч человек. К расстрелу было приговорено как минимум 117 человек.
Из командного состава 9-й кавалерийской дивизии удалось скрыться Серову, Усову и Долматову. Серов вновь вступил в Красную Армию, очевидно, утаив часть своей биографии, и уже в апреле 1921 года возглавил очередной мятеж, в котором принимали участие также и отряды Усова и Долматова.

## Причины поражения и последствия
Мощного восстания, как надеялся Сапожков, и чего опасались большевики, не произошло. В большинстве своём поддержка крестьян носила пассивный характер. Повстанцам помогали едой, подводами, лошадьми, разведданными. Но лично присоединялись к восставшим немногие.
Среди причин этого исследователи отмечают моральную усталость населения от непрекращающейся войны, неверие в победу над большевиками, жестокие меры по пресечению попыток поддержать или присоединиться к мятежу, предпринятые властями.
То, что на ликвидацию мятежа потребовалось два месяца объясняется не его масштабами, а недостаточно эффективной организацией со стороны командования Заволжского военного округа.
Мятеж породил волну бунтов, прошедших по уездам Самарской и Саратовской губерний. В военный отдел Продармии сообщалось: «во всех районах наблюдаются восстания кулачества, которые избивают членов райпродколлегии, райпродкомиссаров, и в дальнейшем ведение продработы без помощи вооружённой силы недопустимо». Однако основные военные силы в регионе оказались заняты в подавлении мятежа. Только к концу сентября властям удалось продолжить продработу, которая шла необычайно тяжело из-за неурожая в 1920 году.